# Rouge Midi
Pour plus de détails, voir Fiche technique et Distribution.
Rouge Midi est un film français réalisé par Robert Guédiguian, sorti en 1985.

## Synopsis
Maggiorina a fui sa Calabre trop pauvre pour se retrouver à l'Estaque, le quartier de Marseille où, en 1920, l'émigration italienne est la plus importante. Ouvrière d'usine, elle rencontre Jérôme, lui aussi débarqué d'Italie avec ses parents. Les deux jeunes gens se plaisent et se marient. Mindou, l'ami de Jérôme, qui aime secrètement Maggiorina, s'adonne à des petits trafics en tout genre et au proxénétisme, grâce à la meilleure amie de Maggiorina, Ginette, à qui il a fait miroiter une carrière d'actrice. Le film se déroule à l'Estaque sur trois générations. Il est inspiré par les souvenirs du réalisateur. Comme lui, à la fin du film, le petit-fils de Jérôme et Maggiorina quitte Marseille pour la capitale.

## Titre
Le titre du film reprend celui d'un quotidien disparu du Parti communiste, Rouge-Midi, dont le siège était basé à Marseille.

## Fiche technique
- Titre : Rouge Midi
- Réalisation : Robert Guédiguian, assisté de Frédéric Auburtin
- Scénario : Robert Guédiguian et Frank Le Wita
- Photo : Gilberto Azevedo
- Son : Antoine Ouvrier
- Montage : Catherine Poitevin
- Musique : Vivaldi
- Société de production : Abilène Productions
- Pays de production :  France
- Format : Couleurs - 35 mm
- Genre : Comédie dramatique
- Durée : 110 minutes
- Date de sortie : 1985

## Distribution
- Gérard Meylan : Jérôme
- Ariane Ascaride : Maggiorina
- Raúl Gimenez : Mindou
- Martine Drai : Ginette
- Jacques Boudet : Fredou, la fada
- Giuseppe Mella : Le père de Maggiorina
- Salvatore Condro : Guido
- Djamal Bouanane : Salvatore
- Pierre Pradinas : Pierre
- Abdel Ali Sid : Sauveur
- Frédérique Bonnal : Céline
- Jacques Menichetti : Renaldo
- Pierre Banderet : Le fils du patron